# Герб Клетни
Герб городского поселения Клетня́ — административного центра Клетнянского района Брянской области Российской Федерации.
Герб города утверждён решением Клетнянского райисполкома Брянской области № 157 от 7 июля 1988 года.
Герб подлежит внесению в Государственный геральдический регистр Российской Федерации.

## Описание герба и его символики
«Герб имеет форму щита. Герб разделён по горизонтали на 3 части. В верхней части название районного центра на зелёном фоне. В средней части герба фрагмент герба города Брянска, указывающего на принадлежность к Брянской области. Нижняя часть герба по вертикали разделена на 2 равные половины. В правой (от зрителя) части на голубом фоне изображены 3 ели. В левой (от зрителя) части на зелёном фоне красная лента, звёздочка и даты „1914-1943“, символизирующие партизанское движение в районе в годы Великой Отечественной войны. Зеленый цвет герба символизирует лесные запасы района».